# Partit Popular d'Aragó
El Partit Popular d'Aragó és la delegació aragonesa del Partit Popular i va ser fundat el 1989 amb el naixement del Partit Popular, hereu d'Aliança Popular. El seu president és Gustavo Alcalde i la seva seu central està al carrer Pedro Joaquín Soler, núm 5, a Saragossa.

## Resultats electorals
| Any  | Líder               | Vots    | %      | Pos. | Escons  | +/– | Govern             |
| ---- | ------------------- | ------- | ------ | ---- | ------- | --- | ------------------ |
| 1991 | José Ignacio Senao  | 126,892 | 20.68  | 2n   | 17 / 67 | 4   | Coalició (1991-93) |
| 1991 | José Ignacio Senao  | 126,892 | 20.68  | 2n   | 17 / 67 | 4   | Oposició 1993-95)  |
| 1995 | Santiago Lanzuela   | 263,524 | 37.50% | 1r   | 27 / 67 | 10  | Coalició           |
| 1999 | Santiago Lanzuela   | 249,458 | 38.21% | 1r   | 28 / 67 | 1   | Oposició           |
| 2003 | Gustavo Alcalde     | 219,058 | 30.73% | 2n   | 22 / 67 | 6   | Oposició           |
| 2007 | Gustavo Alcalde     | 208,642 | 31.06% | 2n   | 23 / 67 | 1   | Oposició           |
| 2011 | Luisa Fernanda Rudi | 269,729 | 39.69% | 1r   | 30 / 67 | 7   | Minoria (2011)     |
| 2011 | Luisa Fernanda Rudi | 269,729 | 39.69% | 1r   | 30 / 67 | 7   | Coalició (2011-15) |
| 2015 | Luisa Fernanda Rudi | 183,654 | 27.50% | 1r   | 21 / 67 | 9   | Oposició           |
| 2019 | Luis María Beamonte | 139,660 | 20.87% | 2n   | 16 / 67 | 5   | Oposició           |
| 2023 | Jorge Azcón         | 237,817 | 35.51% | 1r   | 28 / 67 | 12  | Coalició (2023-24) |
| 2023 | Jorge Azcón         | 237,817 | 35.51% | 1r   | 28 / 67 | 12  | Minoria (2024-)    |

### Corts Generals
| Any       | Aragó           | Aragó           | Aragó   | Aragó    | Aragó   | Aragó    | Aragó |
| Any       | Congrés         | Congrés         | Congrés | Congrés  | Congrés | Senat    | Senat |
| Any       | Vots            | %               | Pos.    | Diputats | +/–     | Senadors | +/–   |
| --------- | --------------- | --------------- | ------- | -------- | ------- | -------- | ----- |
| 1989      | 183,361         | 27.81%          | 2n      | 4 / 13   | =       | 3 / 12   | =     |
| 1993      | 250,105         | 32.88%          | 2n      | 4 / 13   | =       | 3 / 12   | =     |
| 1996      | Coalició PP-PAR | Coalició PP-PAR | 1r      | 8 / 13   | 4       | 9 / 12   | 6     |
| 2000      | 341,396         | 47.23%          | 1r      | 8 / 13   | =       | 9 / 12   | =     |
| 2004      | 284,893         | 36.48%          | 2n      | 5 / 13   | 3       | 4 / 12   | 5     |
| 2008      | 284,068         | 37.01%          | 2n      | 5 / 13   | =       | 3 / 12   | 1     |
| 2011      | Coalició PP-PAR | Coalició PP-PAR | 1r      | 8 / 13   | 3       | 9 / 12   | 6     |
| 2015      | Coalició PP-PAR | Coalició PP-PAR | 1r      | 6 / 13   | 2       | 9 / 12   | =     |
| 2016      | Coalició PP-PAR | Coalició PP-PAR | 1r      | 6 / 13   | =       | 9 / 12   | =     |
| 2019 (I)  | 143,242         | 18.90%          | 3r      | 3 / 13   | 3       | 2 / 12   | 7     |
| 2019 (II) | 167,233         | 23.86%          | 2n      | 4 / 13   | 1       | 5 / 12   | 3     |
| 2023      | 259,145         | 36.27%          | 1r      | 7 / 13   | 3       | 9 / 12   | 4     |

### Parlament Europeu
| Any  | Aragó   | Aragó  | Aragó |
| Any  | Vots    | %      | Pos.  |
| ---- | ------- | ------ | ----- |
| 1989 | 133,858 | 26.62% | 2n    |
| 1994 | 257,637 | 44.90% | 1r    |
| 1999 | 275,844 | 42.48% | 1r    |
| 2004 | 192,406 | 39.96% | 2n    |
| 2009 | 196,056 | 41.69% | 2n    |
| 2014 | 128,252 | 27.87% | 1r    |
| 2019 | 143,846 | 21.74% | 2n    |
| 2024 | 194,332 | 37.14% | 1r    |